# Вернер Михайло Євгенійович
Вернер Михайло Євгенійович (1881—1941) — російський і радянський кінорежисер, художник, художник-постановник і сценарист, один з організаторів та діячів Всеукраїнського кінокомітету.

## Біографічні відомості
В 1908 році закінчив школу живопису в Парижі. Працював в кіноательє «Нептун» П. С. Антіка.
Протягом 1910—1915 років — театральний художник-декоратор. В 1919 році був одним з організаторів Всеукраїнського кінокомітету. 
З 1920 року працював на кіностудіях РРФСР.

## Фільмографія
Режисер-постановник:
- 1915 — «Мара Крамська»
- 1916 — «Панночка з кафе» (художник-постановник)
- 1916 — «Тарас Бульба, або любов Андрія»
- 1917 — «Іди, жінко, у солдати»
- 1917 — «Вона» (художник-постановник)
- 1917 — «Мемуари графині Тарновської»
- 1917 — «Страта жінки»
- 1917 — «Таємниця високої дами»
- 1918 — «Знову засяяло сонце»
- 1918 — «Злочин Ніни Туманової»
- 1919 — «Азійська гостя» (короткометражний)
- 1919 — «Перше травня» (документальний)
- 1919 — «Заляканий буржуй» (короткометражний)
- 1920 — «Все для фронту»
- 1924 — «Президент Самосадкін»
- 1925 — «Як ходити вулицею» (короткометражний; сценарист)
- 1925 — «Стаття 123» (короткометражний; сценарист)
- 1925 — «Трагедія Євлампія Чиркіна»
- 1925 — «Вчора і сьогодні»
- 1926 — «Пухир підвів» (короткометражний)
- 1927 — «Солістка його величності» (сценарист)
- 1928 — «Бранці моря»
- 1929 — «Збірна експериментальна програма» (у співавт. з П. Армандом; сценарист)
- 1930 — «Летуни» (короткометражний; сценарист)
- 1930 — «Залізна бригада»
- 1932 — «Подія в місті Сен-Луї»
- 1932 — «Живий бог»
- 1936 — «Дівчина поспішає на побачення», «Радянська Білорусь»